# Virago

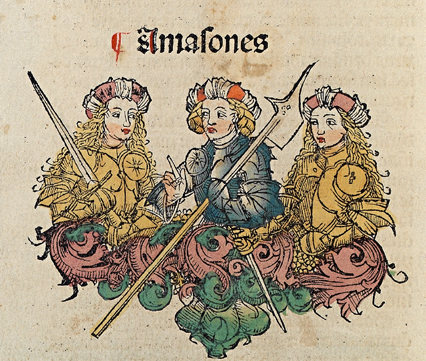
Les Chroniques de Nuremberg, portraits d'amazones, gravure sur bois, 1493.

Une virago désigne initialement une femme au comportement masculin. Le terme, aujourd'hui devenu synonyme de mégère, s'est teinté d'une connotation péjorative, désignant une femme autoritaire, grossière ou rude.

## Histoire
Le mot est construit sur la racine latine vir, homme, qui a donné en français l'adjectif viril. Il est utilisé par saint Jérôme dans la traduction latine du passage de la Genèse qui décrit la naissance d'Ève : « haec vocabitur virago quoniam de viro sumpta est » (« Celle-ci sera appelée virago car elle a été tirée de l'homme [vir en latin] »).
Il est attesté au XIVe siècle dans Le Livre de Leesce, de Jehan Le Fèvre, long poème didactique qui prend la défense des femmes : Jehan le Fèvre avait auparavant traduit du latin Les Lamentations de Mathéole, long plaidoyer de Mathieu de Boulogne défendant l'idée d'une supériorité masculine sur les femmes.

« La femme est nommée virage
Par la vertu de son courage
Car la femme est superlative
Et a plus grant prérogative
De lieu et de formacion. »

L'auteur cite une longue série d’héroïnes légendaires, bibliques ou historiques qui lui permettent de réfuter les thèses sur la supériorité des hommes. Le terme va être associé aux femmes illustres qui se sont distinguées par un courage comparable à celui des héros masculins. La série des neuf preuses, qui cite des exemples aussi divers que les amazones, Judith et Sémiramis en constitue un bon exemple. 
Par rapprochement sonore, le terme fait l’objet de jeux de mots avec virgo (la vierge), qui rajoutent la chasteté à la liste des vertus viriles de la virago,. 
La littérature et l'actualité vont fournir de nouveaux exemples de virago. C’est par exemple le personnage de Bradamante, dans le Roland furieux de l’Arioste. La légende de Jeanne d’Arc, d'Élisabeth Ire d’Angleterre ou de Christine de Suède en font des figures de virago, actives et résolues, douées d’un intellect qualifié de masculin, mais chastes et sans postérité. 
Le mot apparaît dans l'édition du dictionnaire de l'académie française de 1694 : « Fille ou femme de grande taille, qui a l'air d'un homme. Il ne se dit que par dérision. » Il se charge en français de connotations négatives et au XIXe siècle il est devenu franchement péjoratif.

## Postérité
En 1972, Carmen Callil a l’idée de ce qui deviendra par la suite la maison d’édition britannique Virago Press, consacrée à faire connaître tout un pan de la littérature féminine tombée dans l’oubli et à promouvoir les autrices. La critique littéraire anglo-saxonne a redonné une certaine vogue au terme virago dans le milieu universitaire depuis les années 1960,,. 
En 2017, la comédienne Aude Gogny-Goubert et Adrien Rebaudo lancent la chaîne Virago sur Youtube. Ces mini-vidéos retracent la vie de femmes oubliées de l'histoire et reprennent le premier sens de l'adjectif virago, à savoir une femme forte et courageuse.
En mai 2019, la chaîne ViragIna en partenariat avec les archives de l'INA est lancée sur le même principe que Virago.

## Pornographie
Dans un article du Dictionnaire de la pornographie, Noël Burch, désigne sous le terme de « viragophilie », le goût (essentiellement masculin) d’être dominé par une femme dans un combat au corps à corps érotisé. Il s’agit d’une forme particulière de masochisme où la dominante – la « virago » – peut (doit) être une « femme violente », « dotée d’une force surhumaine », parfois « rompue au jiu-jitsu », « catcheuse », « boxeuse », « bodybuildée », etc. Noël Burch précise également qu’aujourd’hui, « des films de tous budgets reconnaissent implicitement le caractère érotique du spectacle d’une belle femme qui bat les hommes ».